# Cecaumeno
Cecaumeno (em grego: Κεκαυμένος; romaniz.: Kekaumenos) é o nome de família do anônimo autor bizantino do Strategikon, um manual militar bizantino composto por volta de 1078. Ele era aparentemente de origem georgiana-arménia e neto do duque do Tema da Hélade. Apesar das suposições, não existem evidências concretas de que ele seja o famoso general do século XI Catacalo Cecaumeno ou seu filho.
Seu sogro era Niculitza Delfina, um senhor na região de Lárissa, que tomou parte na revolta dos valáquios em 1066.